# 特斯河 (瑞士)

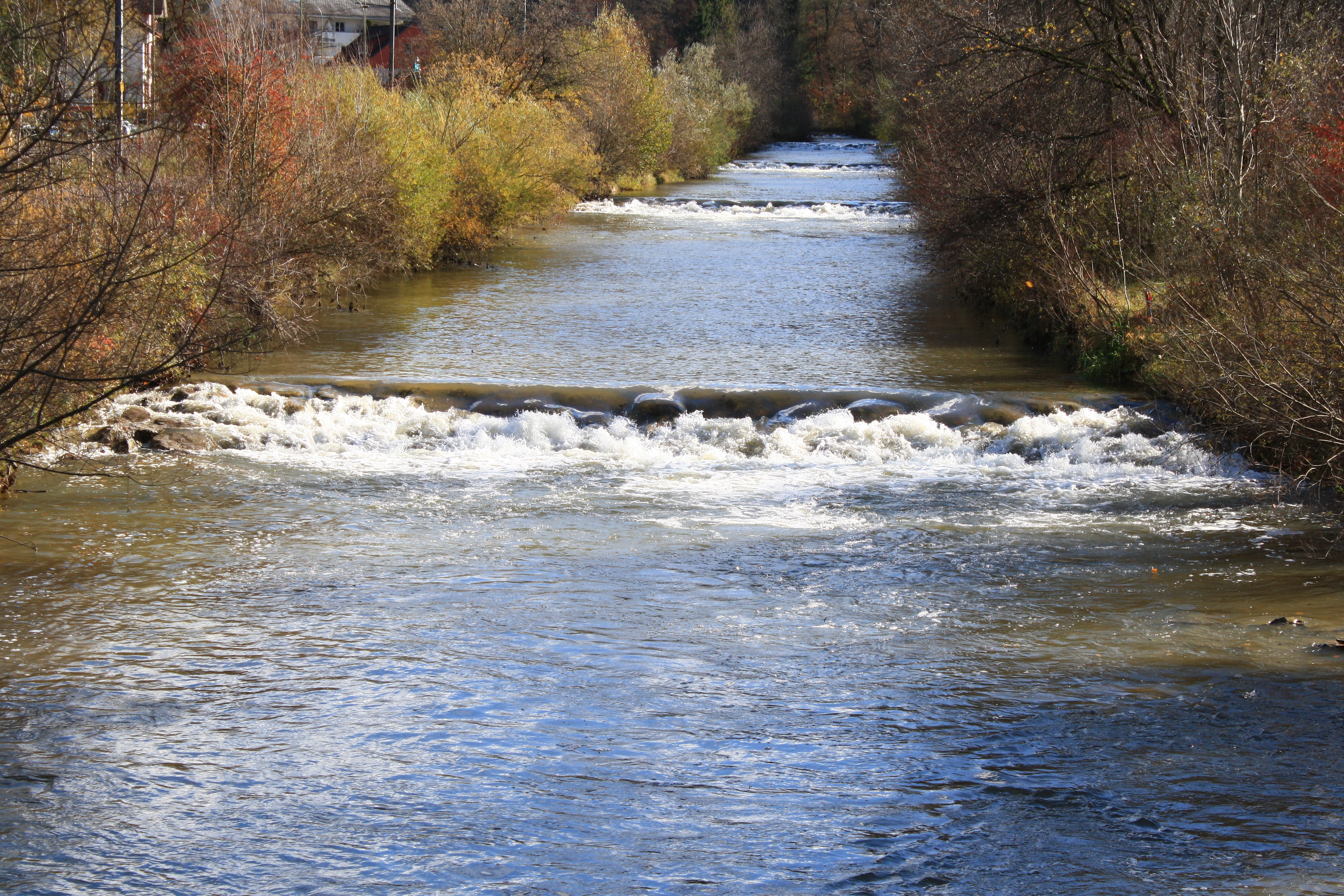

特斯河（德語：die Töss）是瑞士的河流，位於蘇黎世州，是萊茵河的支流，河道全長57公里，發源自蘇黎世高地海拔高度857米處，河畔城鎮有溫特圖爾。
47°33′6″N 8°33′14″E / 47.55167°N 8.55389°E